# Fiesta Nacional de la Manzana
La Fiesta Nacional de la Manzana se celebra cada año en el mes de febrero en General Roca, Río Negro en homenaje al fruto del manzano y a los fruticultores de la zona. Forma parte del gran grupo de fiestas populares tradicionales públicas. Surge en 1964 con carácter provincial y desde 1966 como fiesta nacional. En ella se rinde homenaje al fruto del manzano obtenido en el Alto Valle de Río Negro y Neuquén, escenario de la fruticultura y lugar de residencia de pluralidad de actores sociales dedicados a la actividad directa e indirectamente.
Antes de comenzar las actividades se realiza la Cena de Gala; luego se llevan a cabo espectáculos culturales, musicales y artísticos; además de una serie de concursos como «El peso de la manzana», «La manzana más grande», el «Concurso de vidrieras», el «Concurso de embaladores» y la bendición de los frutos. 
El deporte local también adhiere a los festejos con el «Torneo de Golf Fiesta Nacional de la Manzana», el «Tetratlón de la Manzana», el «Torneo de Beach Voley Fiesta Nacional de la Manzana», la «Corrida Atlética de la Manzana» y el «Torneo de Fútbol Infantil de la Manzana» en estas fechas deportistas de todo el país van a la ciudad a competir.
Hubo algunos años en los que la fiesta no se realizó (1973, 1975, 1994, 1996, 1999 y 2024) por diferentes motivos: situación económica desfavorable o condiciones climáticas adversas, también cabe señalar que por algunos años el pueblo vecino de Allen realizó esta fiesta.

## Historia
Antes de la primera celebración oficial se habían realizado otros eventos relacionados: en 1942 se realizó la fiesta «Homenaje al trabajo y fiesta de las frutas y vendimia» en General Fernández Oro y en 1946 la «Fiesta del manzano en el Alto Valle» en General Roca. En esta última surgió la ceremonia de la «Bendición de los frutos» que continúa vigente.
El 9 de octubre de 1964 se creó oficialmente la «Fiesta de la Manzana» mediante la Ley Provincial n.º 360; y el 23 de marzo de 1966 por Decreto Nacional n.º 2007 se convirtió en fiesta nacional.
La primera fiesta nacional se realizó en General Roca el 26 de marzo de 1966, con concurso de vidrieras, caravana de automóviles y fiesta popular con espectáculos musicales. Ese día culminó la primera etapa del «Gran Premio Automovilístico Fiesta de la Manzana». Sin embargo las actividades debieron ser interrumpidas debido a un aluvión en la zona que produjo víctimas fatales, daños materiales en general y paralización de las labores frutícolas. La suspensión duró hasta el 28 de mayo, día en el que se realizó el desfile de carrozas y la elección de la Reina Nacional de la Manzana, resultando ganadora la roquense Teté Coustarot.
En 1967 se sumaron a los festejos figuras artísticas de relevancia nacional y se llevó a cabo la primera competencia automovilística «Vuelta de la Manzana» en la que participaron ochenta y tres pilotos.
En 1968 el lugar elegido para la fiesta fue la ciudad de Cipolletti.
En 1969 volvió a ser sede General Roca. Ese año, además, en Allen se celebró la «Fiesta Provincial de la Manzana». Entre los artistas que se presentaron estuvieron el grupo folclórico Los Huanca Hua y el conductor Juan Carlos Mareco.
En 1970 la elección de la reina contó con candidatas de varias localidades de la provincia.
En 1985 se realizó por primera vez el «Concurso de embaladores» en el que los trabajadores muestran su destreza. Algunos de los artistas que se presentaron fueron María Graña, César Isella, Sandro y el roquense Ricardo «Chiqui» Pereyra.
En 2004 la celebración comenzó a lograr mayor relevancia nacional. 
En 2005 la municipalidad otorgó la concesión de un predio sobre la ruta 22, con una superficie de seis hectáreas destinadas a las actividades de la fiesta: exposición de artesanías, stands de comercios e instituciones, puestos de venta de comidas regionales y de colectividades, y el escenario principal donde se presentan los artistas. Los espectáculos musicales del cierre estuvieron a cargo de Axel y David Bisbal. 
En 2016 la empresa televisiva Telefe se mostró interesada por transmitir la Fiesta De La Manzana. 
Además la Televisión Pública Argentina emitió un especial de la Fiesta Nacional de la Manzana que duró 30 minutos. Lali Espósito y Abel Pintos estuvieron a cargo del cierre musical de la fiesta. 
En 2017 se presentaron León Gieco y Ciro. 
En 2023 se presentaron Luciano Pereyra, Soledad Pastorutti, Karina, Emilia Mernes y Bizarrap.

## Redes Sociales
Sitio: http://www.fiestanacionaldelamanzana.com/
Facebook: https://www.facebook.com/FiestaNacionaldelaManzana/
Twitter: https://twitter.com/fnm_roca
Página Web Del Municipio: http://www.generalroca.gov.ar/ Archivado el 1 de mayo de 2021 en Wayback Machine.